# Astronomia tibetana
O Tantra de Kalachakra é a base da astronomia tibetana.
Ele explica alguns fenômenos de uma maneira semelhante à ciência astronômica moderna. Portanto, o eclipse solar é descrito como a Lua passando entre o Sol e Terra.
Em 1318, o terceiro Karmapa recebeu a visão de Kalachakra na qual ele costumava introduzir um sistema revisado de astronomia e astrologia chamado a "Tradição Tsurphu de Astrologia" (tibetan: Tsur-tsi) que ainda é usada na escola Karma Kagyu para o cálculo do calendário tibetano.

## Leitura aprofundada
- Alexander Berzin Tibetan Astrology and Astronomy. in Maitreya Magazine (Emst, Holland), vol. 11, no. 4 (1989).
- Berzin, A  Tibetan Astro Studies. in Chö-Yang, Year of Tibet Edition (Dharamsala, India), (1991).

Predefinição:Caixa de navegação de astronomia